# Рібічоара
Рібічоара (рум. Ribicioara) — село у повіті Хунедоара в Румунії. Входить до складу комуни Рібіца.
Село розташоване на відстані 325 км на північний захід від Бухареста, 38 км на північ від Деви, 89 км на південний захід від Клуж-Напоки, 129 км на північний схід від Тімішоари.

## Населення
За даними перепису населення 2002 року у селі проживала 51 особа, усі — румуни. Усі жителі села рідною мовою назвали румунську.